# Tecnico di elisoccorso
Il tecnico di elisoccorso (o assistente di volo) è la figura tecnico-professionale specialistica imbarcata sugli elicotteri adibiti a soccorso (HEMS e SAR) responsabile della sicurezza dell'équipe sanitaria, abilitata al soccorso in ambienti ostili o impervi.
Il tecnico di elisoccorso deve essere in grado di garantire la sicurezza nelle operazioni di sbarco, imbarco, recupero e in tutte le operazioni al suolo dell'équipe sanitaria e del paziente.
Per ottenere questa qualifica, è necessario seguire un iter formativo di notevole complessità, che prevede preliminarmente la conoscenza delle tecniche di alpinismo su roccia e ghiaccio e scialpinismo. 